# Червоний Кут (Миргородський район)
Червоний Кут — село в Україні, в Гадяцькій міській громаді Миргородського району Полтавської області. Населення становить 127 осіб. Колишній орган місцевого самоврядування — Сарівська сільська рада.
Після ліквідації Гадяцького району у липні 2020 року увійшло до Миргородського району.

## Географія
Село Червоний Кут розташоване за 3 км від правого берега річки Псел та за 1.5 км від сіл Сари та Малі Будища.
Річка у цьому місці звивиста, утворює лимани, стариці та заболочені озера.

## Історія
- 1622 — дата заснування.
- Село постраждало внаслідок геноциду українського народу, проведеного окупаційним урядом СССР 1923—1933 та 1946–1947 роках.

## Населення

### Мова
Розподіл населення за рідною мовою за даними перепису 2001 року:
| Мова       | Кількість | Відсоток |
| ---------- | --------- | -------- |
| українська | 124       | 97.64%   |
| російська  | 3         | 2.36%    |
| Усього     | 127       | 100%     |